# Unitate echivalentă unui album

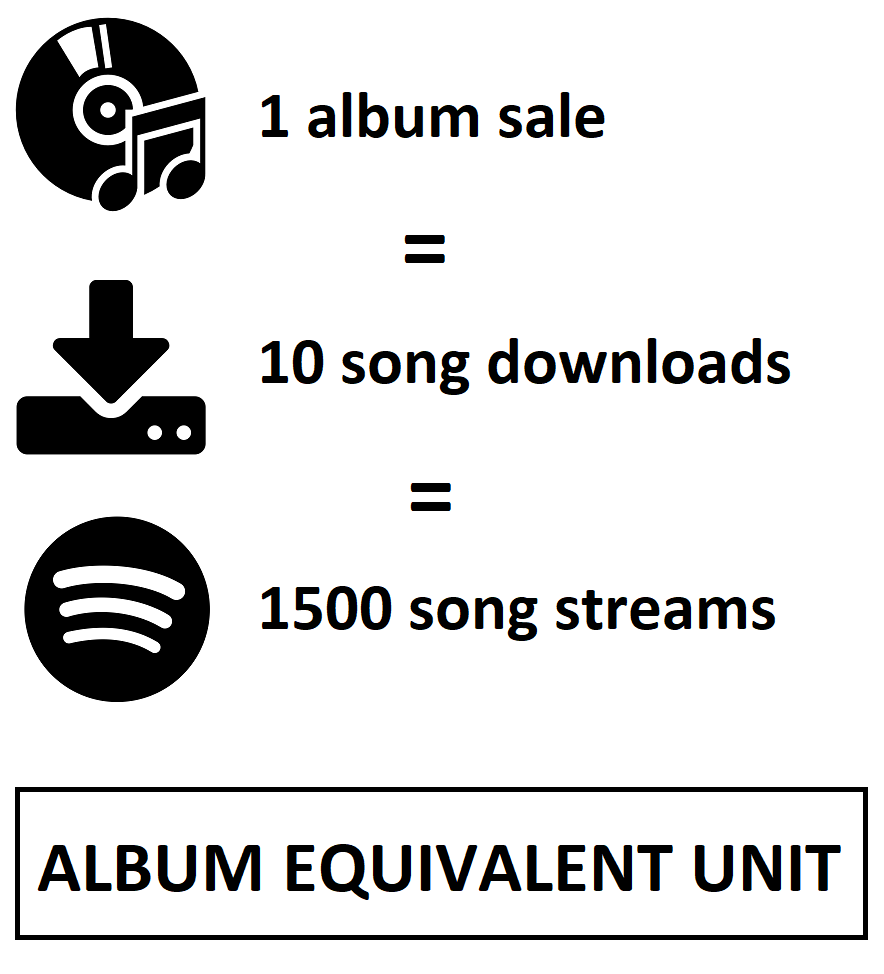
Unitatea echivalentă unui album conform RIAA: 1 album=10 descărcări digitale=1500 de stream-uri.

Unitatea echivalentă unui album este o unitate de măsură folosită în industria muzicală pentru a defini consumul de muzică care este egal cu achiziționarea unui exemplar al unui album. Prin consum se înțelege activitate de streaming, descărcări digitale ale cântecelor, dar și vânzările tradiționale. Conceptul a fost introdus la mijlocul anilor 2010 ca răspuns la scăderea vânzărilor de albume în format fizic și totodată creșterea platformelor de streaming precum Spotify, Apple Music sau Tidal.